# Partenio I di Alessandria
Papa Partenio I (XVII secolo – Smirne, 30 giugno 1688), è stato papa e patriarca greco-ortodosso di Alessandria e di tutta l'Africa tra il 1678 e il 1688.
Prima fu metropolita di Nazareth con il nome di Prochoros.  Dopo l'elezione alla sede di Alessandria, ricevette il nome di Parthenios.  Visitò la Moldavia e la Valacchia in cerca di fondi, sotto spinta dei governatori arabi dell'Egitto.  Morì sotto il crollo di un terremoto a Smirne il 30 giugno 1688.